# Microtyphlus zariquieyi
Microtyphlus zariquieyi is een keversoort uit de familie van de loopkevers (Carabidae). De wetenschappelijke naam van de soort is voor het eerst geldig gepubliceerd in 1916 door Bolivar y Pieltain.